# Chikkahedigehalli, Gubbi
Chikkahedigehalli là một làng thuộc tehsil Gubbi, huyện Tumkur, bang Karnataka, Ấn Độ.